# VfL Gummersbach
| VfL Gummersbach | VfL Gummersbach                                      |
| --- | ---------------------------------------------------- |
| Nadimak: | -/-                                                  |
| Osnovan: | 3. ožujka 1861.                                      |
| Boje kluba: | plavo-bijelo                                         |
| Trener: | Sead Hasanefendić                                    |
| Dvorana: | Eugen-Haas-Halle / Kölnarena / Wilhelm-Dopatka-Halle |
| Sjedećih mjesta: | 2.100 / 19.500 / 3.500                               |
| Sezona 2006./07.: |                                                      |
| Njemačko prvenstvo: | 4. mjesto                                            |
| Njemački kup: | 4. krug                                              |
| - Njemački prvaci 1966., 1967., 1969., 1973., 1974., 1975., 1976., 1982., 1983., 1985., 1988., 1991. - Njemački osvajači kupa 1977., 1978., 1982., 1983., 1985., - Pobjednici Europske lige prvaka 1967., 1970., 1971., 1974., 1983. - Pobjednik kupa kupova 1978., 1979. - EHF Champions Trophy 2000. - EHF Kup 1982. |                                                      |

 VfL Gummersbach von 1861 e.V. je rukometni klub i natječe se u  Prvoj njemačkoj rukometnoj ligi.

## Poznati igrači koji su nastupali ili nastupaju za VfL Gummersbach
| - Heiner Brand - Joachim Deckarm - Mark Dragunski - Stefan Kretzschmar - Klaus-Dieter Petersen | - Andreas Thiel - Erhard Wunderlich - Kyung-Shin Yoon - Daniel Narcisse |

## Poznati treneri koji su radili u Gummersbachu
- Velimir Kljaić
- Hrvoje Horvat (stariji)

## Vanjske poveznice
- Službene stranice kluba  Arhivirana inačica izvorne stranice od 9. listopada 2007. (Wayback Machine)
- Rukometni odjel